# Marxi járás

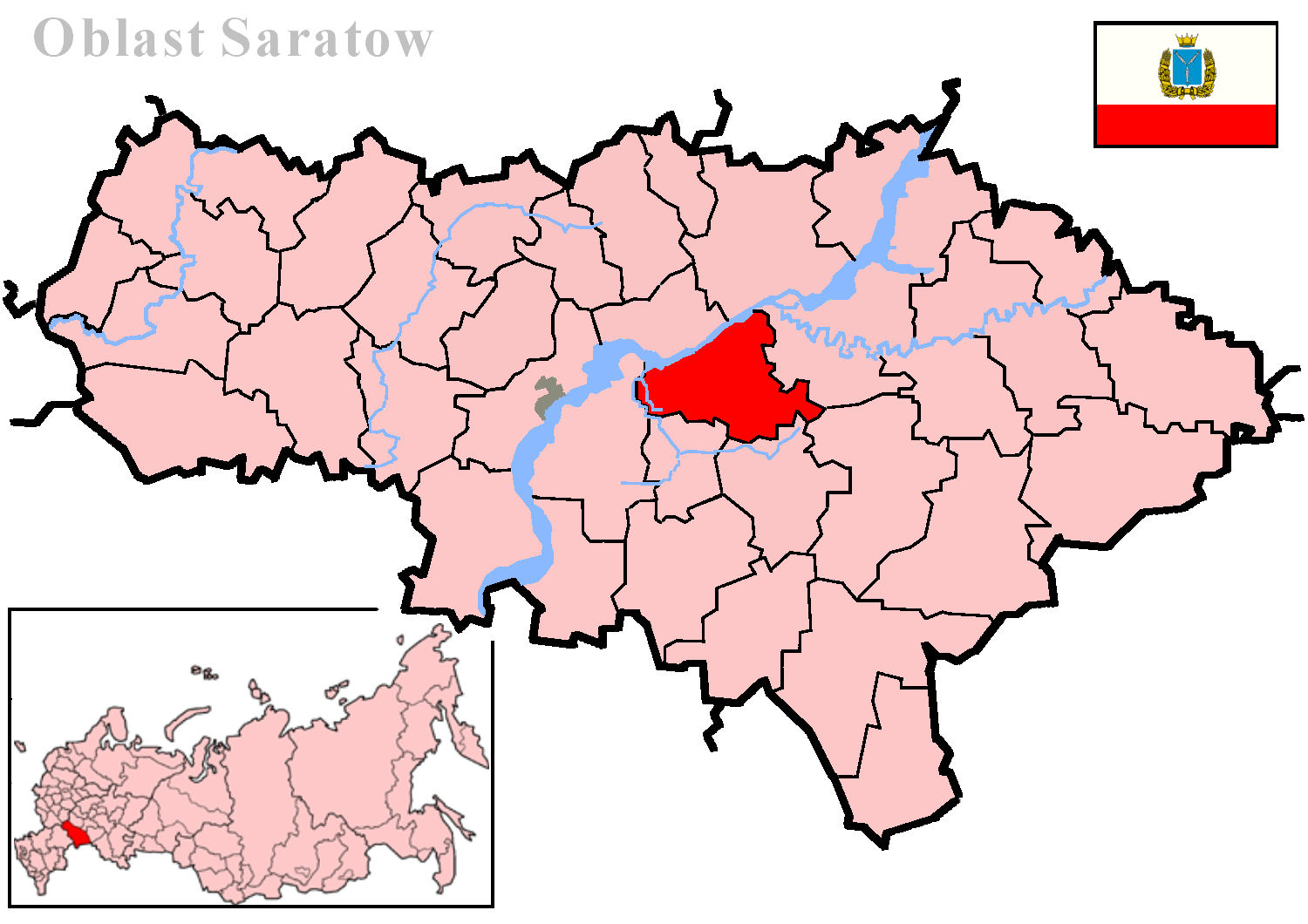
A Marxi járás a Szaratovi területen

A Marxi járás (oroszul: Марксовский муниципальный район) Oroszország egyik járása a Szaratovi területen. Székhelye Marx.

## Népesség
- 1989-ben 30 940 lakosa volt.
- 2002-ben 34 216 lakosa volt, melynek 7%-a kazah.
- 2010-ben 65 250 lakosa volt, melyből 50 495 orosz, 4 787 kazah, 1 742 ukrán, 1 399 tatár, 1 337 német, 694 örmény, 411 koreai, 376 fehérorosz, 364 csuvas, 286 cigány, 282 azeri, 240 lezg, 220 mordvin, 171 csecsen, 113 mari, 109 baskír, 97 moldáv, 77 üzbég, 56 grúz stb.